# Hotel Bristol Berlin

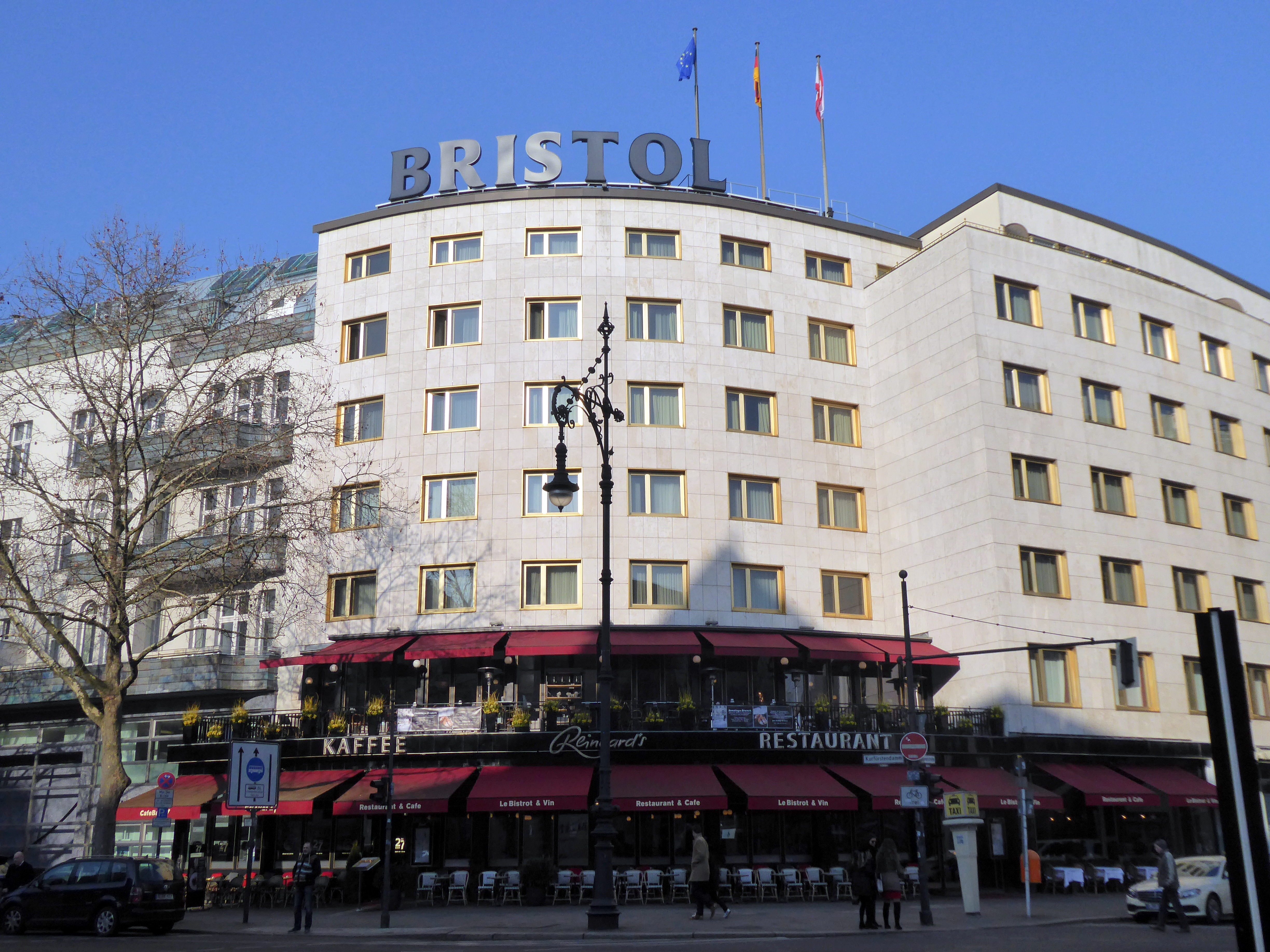
Hotel Bristol Berlin am Kurfürstendamm 2018

Das Hotel Bristol Berlin ist ein Hotel am Kurfürstendamm in Berlin. Es wurde 1952 als erstes Hotel der späteren Kempinski-Gruppe neu eröffnet. Bis 2016 firmierte es als Hotel der Luxusklasse unter dem Namen Kempinski Hotel Bristol.

## Geschichte

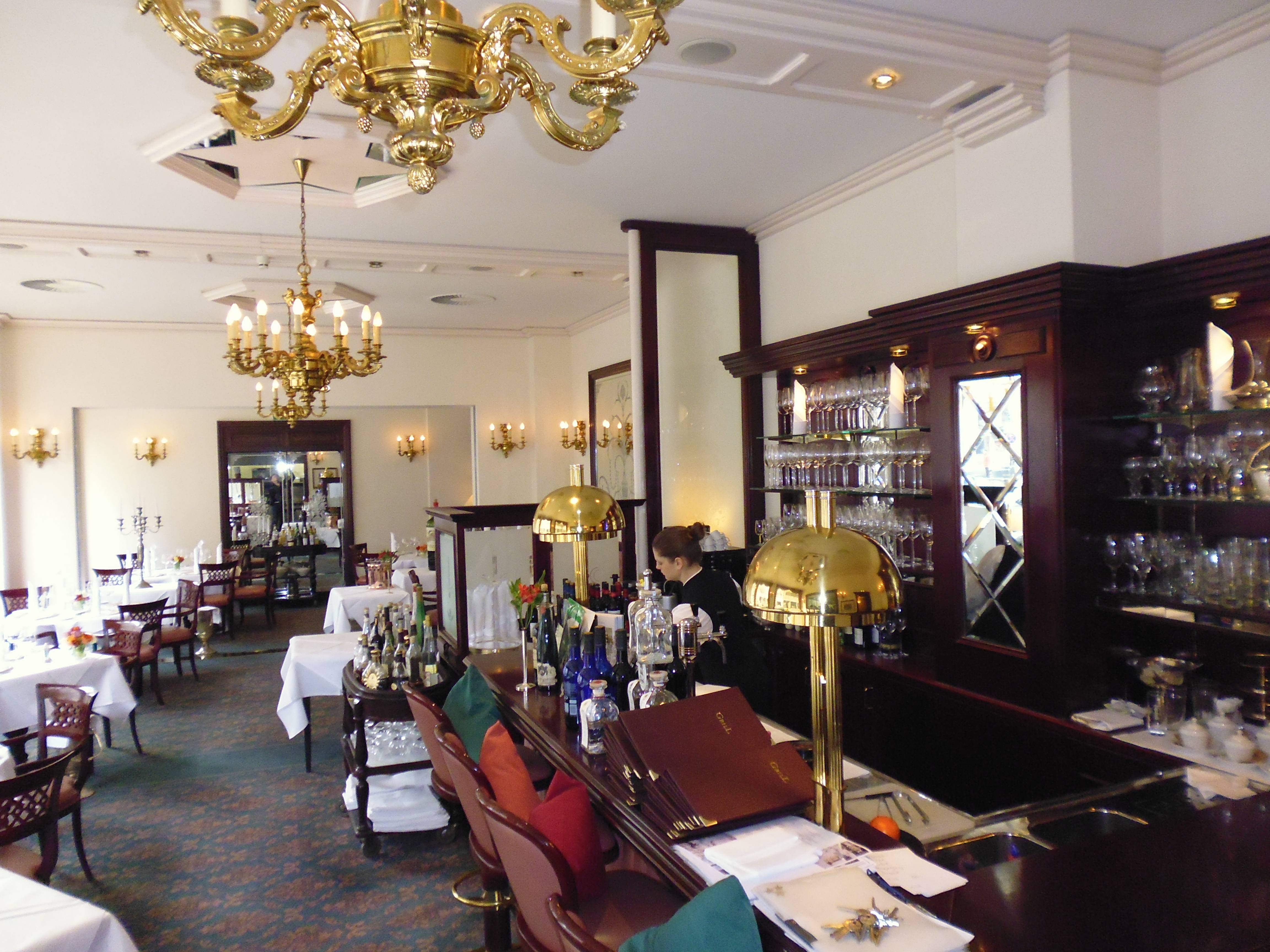
Ehemaliger Kempinski Grill 2014

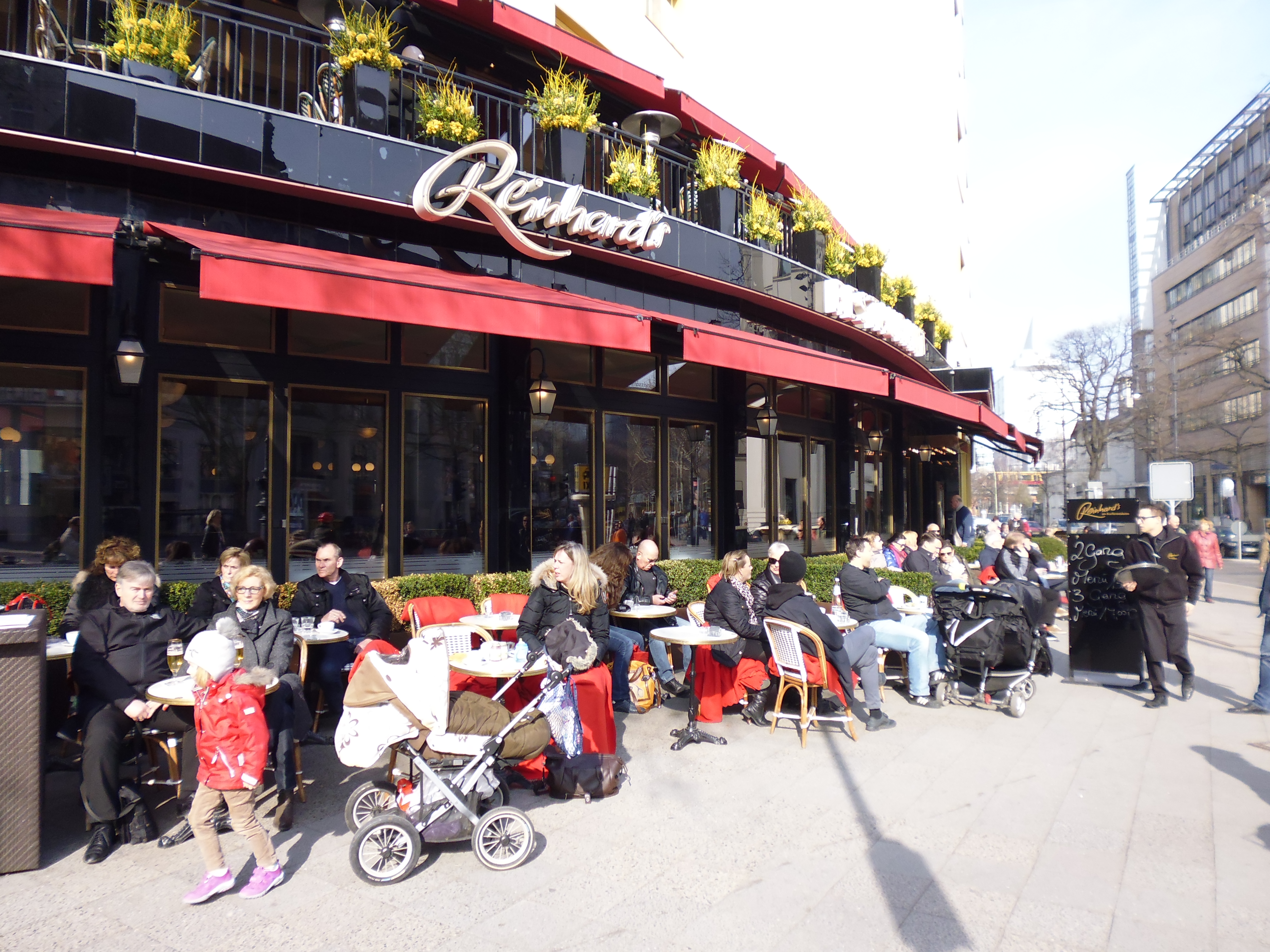
Ehemaliges Restaurant Reinhard’s am Kurfürstendamm (2014)

Neben seiner Tätigkeit in der Gastronomie baute Richard Unger, der Schwiegersohn Berthold Kempinskis, bis zu Beginn des Ersten Weltkriegs ein großes Immobilienunternehmen in Berlin auf. Unger erfand die Marke Kempinski und verkaufte Produkte aus eigener Erzeugung. Das Geschäft wurde ein voller Erfolg. 1918 eröffnete er eine Kempinski-Niederlassung am Kurfürstendamm 27. Mit der „Machtergreifung“ der Nationalsozialisten begann für ihn der Abstieg. Um sich und seine Familie zu schützen, wanderte Unger in die USA aus. Das Unternehmen M. Kempinski & Co ging in den Besitz der Aschinger AG über. Kurz vor Ende des Zweiten Weltkriegs zerstörte ein Brand das Restaurant am Kurfürstendamm. Mit Ende des Krieges kehrte Richard Ungers Sohn, Friedrich Unger, nach Deutschland zurück.
An gleicher Stelle, wo sich das Restaurant am Kurfürstendamm 27 befand, begann er 1951 mit der Errichtung eines Hotels, das ein Jahr später unter dem Namen Kempinski eröffnete. Das Gebäude wurde nach einem Entwurf des Architekten Paul Schwebes erbaut. Bis zum Ende der 1970er Jahre war es das einzige Hotel der Luxusklasse und erste Adresse der Film- und Fernsehprominenz Westberlins. Der Kempinski Grill wurde in den 1970er Jahren unter Bernhard Schambach mit einem Michelinstern ausgezeichnet.
Am folgenden Bedeutungsverlust des Hotels für Berlin waren neben dem Entstehen weiterer Luxushotels und einem entsprechenden Preisdruck auch verschiedene Finanzgeschäfte, wodurch Verkauf und anschließende Vermietung durch den 2010 verstorbenen Milliardär Dieter Bock unrealistisch wurden. Es drohte eine Insolvenz.
Um das Jahr 2015 gab es Pläne, das Hotel abzureißen und das Gelände neu zu bebauen. Es gab nach Auskunft der Kempinski-AG „produktive Verhandlungen mit den Eigentümern des Hotels Bristol mit der beidseitig angestrebten Zielsetzung, auch weiterhin eine langfristige Betreibung durch die Unternehmensgruppe Kempinski zu gewährleisten“. Die Bauanfrage stellte dabei der Besitzer des Nachbargrundstücks Kempinski-Plaza, der eine neue Passage mit Geschäften, ein kleineres Hotel, Gastronomiebetriebe und Wohnungen bauen wollte, die mit seinem dem benachbarten Apartmenthaus verbunden werden sollten. Der dazu notwendige Verkauf des Hotels durch seinen Eigentümer wurde damals durch das Management dementiert, es gab aber schon damals Gerüchte, dass er sich von Kempinski trennen und den Managementvertrag 2016 auslaufen lassen wollte.
Im Jahr 2017 wurde der Managementvertrag mit der Kempinski-Gruppe beendet; der Eigentümer betreibt das Hotel nun selbst. Das Hotel ist als Partnerhotel über die Kempinski-Website buchbar und es bleibt Teil des „Global Hotel Alliance“- Kundenbindungsprogramms.
Nachdem auch die neue Eigentümergesellschaft im November 2018 Insolvenz anmelden musste, erwarb im Dezember 2018 der Gewerbeimmobilien-Investor Aroundtown SA das Hotel.
Im Jahr 2025 wurde bekannt, dass das Hotel Teil der Vignette Collection von IHG Hotels and Resorts werden soll.

## Ausstattung
Das Hotel verfügt über 246 Zimmer und 55 Suiten, ein Restaurant, eine kleine Bar, den Schlosssaal (geschlossen), ein Hallenbad und einen Fitnessbereich.

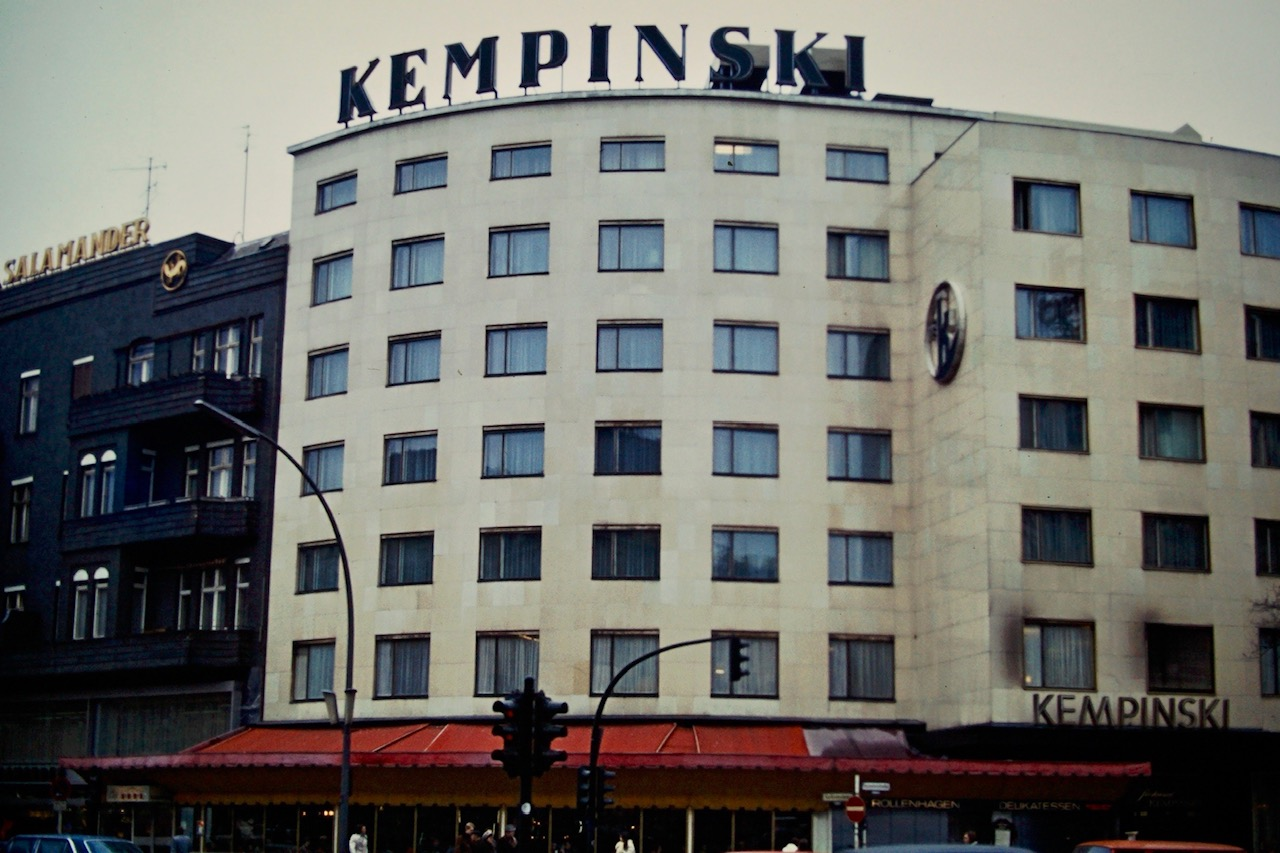
Kempinski Bristol 1974

Das Hotel ist 2008 für rund zehn Millionen Euro renoviert worden. Trotzdem verlor es 2009 den Status The Leading Hotels of the World (LHW): Die Begründung waren Qualitätsmängel.

## Bekannte Gäste
Das Kempinski (umgangssprachlich: „Kempi“) war schon in den 1950er Jahren Treffpunkt der Prominenten und Filmstars. Sophia Loren und Marcello Mastroianni, Hollywoodlegende Kirk Douglas, Roger Moore, Nobelpreisträger Otto Hahn, der Dalai Lama und Traumschiff-Produzent Wolfgang Rademann residierten ebenso im „Kempi“ wie US-Präsident Ronald Reagan.
Hildegard Knef bewohnte mit ihrer Tochter Christina und zeitweise mit ihrem Ehemann, dem englischen Schauspieler David Cameron, die 200 m² große Bellevue Suite in den 1970er Jahren für einen Tagespreis von 650 Mark.

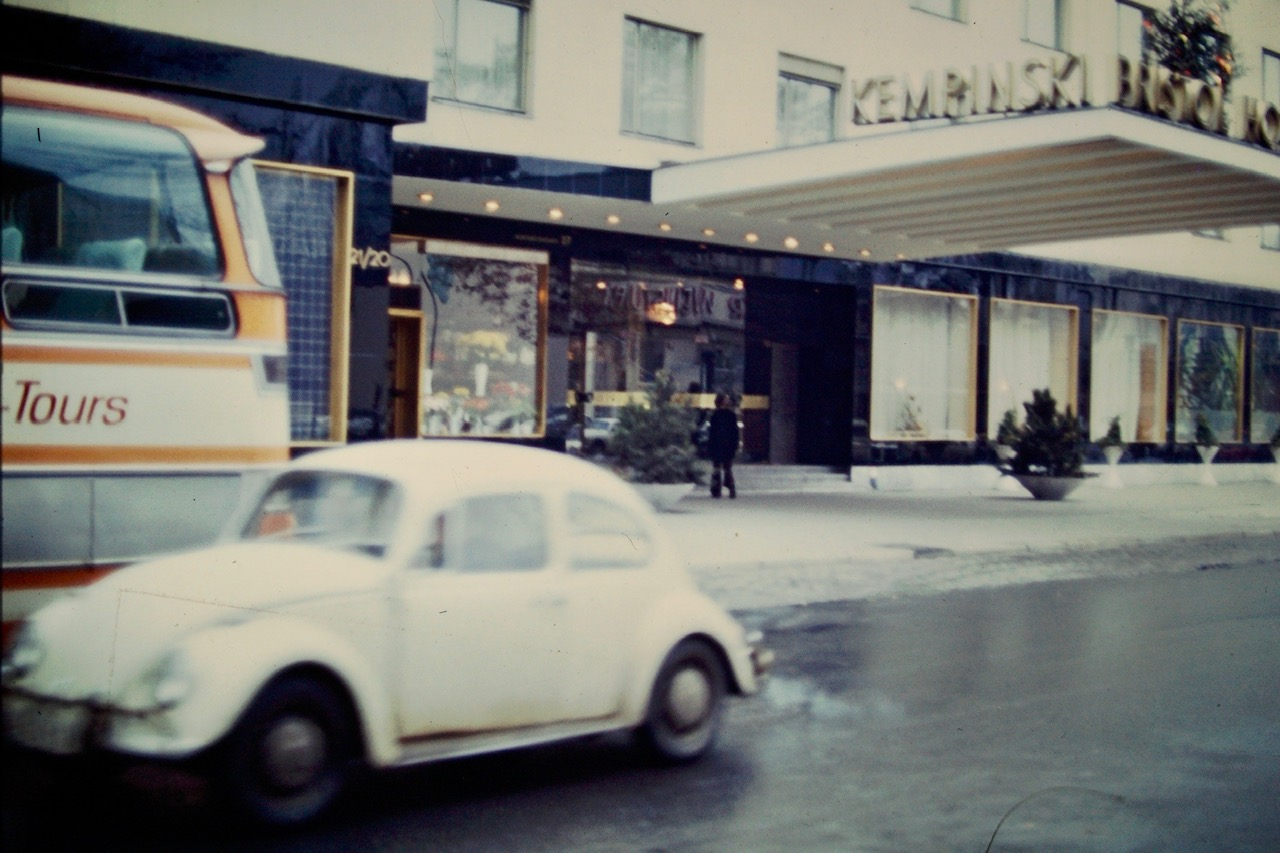
Kempinski Bristol 1974

Harald Juhnke war Stammgast im „Kempinski Grill“.